# Leioproctus subminutus
Leioproctus subminutus là một loài Hymenoptera trong họ Colletidae. Loài này được Rayment mô tả khoa học năm 1934.